# Тетяновка (Мендикаринський район)
Тетя́новка (каз. Татьянов) — село у складі Мендикаринського району Костанайської області Казахстану. Входить до складу Михайловського сільського округу.
Населення — 6 осіб (2021; 233 у 2009, 487 у 1999, 563 у 1989).